# Himalayaroodstaart
De Himalayaroodstaart (Phoenicurus frontalis) is een zangvogel uit de familie Muscicapidae.

## Verspreiding en leefgebied
Deze soort komt voor van oostelijk Afghanistan tot centraal China.